# タリボ・ウェスト
タリボ・ウェスト（Taribo West, 1974年3月26日 - ）は、ナイジェリア・ポートハーコート出身の元同国代表の元サッカー選手。ポジションはディフェンダー。ナイジェリア代表として1998年と2002年のFIFAワールドカップに出場。カラフルで特徴的なヘアスタイルでも知られている。

## クラブ経歴
ウェストは1993年1月にフランスへ渡り、ギー・ルー監督率いるAJオセールに4年半所属した。その間、リーグ戦と2度の国内カップ戦での優勝に貢献した。その後、イタリアのインテルナツィオナーレ・ミラノへ移籍し、UEFAカップ1997-98のSSラツィオとの決勝戦では80分にレッドカードを貰い退場するも、それまでの間を無失点に抑え優勝に不可欠な役割を果たしたことで、知名度が大いにあがった。
1998-99シーズンのヴィチェンツァ・カルチョ戦で交代を命じられた際にミルチェア・ルチェスク監督の顔にユニフォームを投げつけたことで衝突がおこったため移籍を余儀なくされ、ニューカッスル・ユナイテッドFC, リヴァプールFC, アヤックス・アムステルダム, ユヴェントスFCら様々なクラブと交渉した結果、インテルと同じ町にあるライバルのACミランへ移籍。翌シーズンのUEFAチャンピオンズリーグ 2000-01への出場権を得ることに貢献した。
その後、ダービー・カウンティFCと1.FCカイザースラウテルンに短期間所属した。
2002-03シーズンにセルビア・モンテネグロのパルチザン・ベオグラードへ移籍すると、ローター・マテウス監督の下でディフェンスの要を任され、レアル・マドリードやオリンピック・マルセイユが待つUEFAチャンピオンズリーグ 2003-04出場権を得ることに貢献したことで再度脚光を浴びた。その後、2004年8月上旬にアル・アラビ・ドーハと1年契約を結んだ。
2005年7月5日にイングランド2部のプリマス・アーガイルFCへ移籍したが、たった4試合に出場したのみに終わった。
2005年8月、BBCラジオダービーでのキャンペーンにて、ダービー・カウンティFCのファンがウェストの故郷へシャツを送った。
2007年8月18日、ウェストはイランのペイカーンFCと1年契約を結んだが、3ヶ月後に双方合意で契約解除したため、クラブの一員としてプレーすることは出来なかった。
2008年2月、ウェストがスペインセグンダ・ディビシオンのヘレスCDと契約したと発言したことでサッカーに復帰したと思われたが、3日後にクラブの会長は何故このような奇妙な発言をしたかは分からないが事実ではないとBBCに語った。

## 代表経歴
ナイジェリア代表として41試合に出場しており、1998年と2002年のFIFAワールドカップに出場。また、アトランタオリンピックで金メダルを獲得した。

## 引退後
引退後は、ミラノ郊外の避難所に設立された協会でペンテコステ派の牧師として活動。また、故郷の子供たちを支援するタリボ・ウェスト財団を創設したり、ジョージ・ウェアのサッカースクールで働いている。

## エピソード
2011年1月15日、インテルに所属するアルゼンチン代表のハビエル・サネッティは、ジュゼッペ・ベルゴミが残した519試合の出場最多記録に並ぶ試合を前日に迎え、ガゼッタ・デロ・スポルトのインタビューで長いキャリアを振り返り、一番笑った瞬間と変わり者の同僚にウェストの名前を挙げている。

## 代表歴

### 出場大会
- ナイジェリア代表
  - 1998 FIFAワールドカップ
  - 2002 FIFAワールドカップ

### 試合数
- 国際Aマッチ 42試合 0得点（1994年-2005年）[10]

| ナイジェリア代表 | 国際Aマッチ | 国際Aマッチ |
| 年               | 出場        | 得点        |
| ---------------- | ----------- | ----------- |
| 1994             | 1           | 0           |
| 1995             | 1           | 0           |
| 1996             | 1           | 0           |
| 1997             | 4           | 0           |
| 1998             | 7           | 0           |
| 1999             | 3           | 0           |
| 2000             | 7           | 0           |
| 2001             | 7           | 0           |
| 2002             | 10          | 0           |
| 2003             | 0           | 0           |
| 2004             | 0           | 0           |
| 2005             | 1           | 0           |
| 通算             | 42          | 0           |

## 獲得タイトル
クラブ
オセール
- リーグ・アン ： 1995-96
- クープ・ドゥ・フランス ： 1993-94, 1995-96

インテル
- UEFAカップ ： 1997-98

パルチザン
- セルビア・モンテネグロ・リーグ ： 2002-03

代表
- 夏季オリンピック ： 1996